# Ulrich Egen
Ulrich Egen, detto Uli (Füssen, 24 agosto 1956), è un allenatore di hockey su ghiaccio, dirigente sportivo ed ex hockeista su ghiaccio tedesco.

## Carriera

### Giocatore
Uli Egen ha esordito in Eishockey-Bundesliga nella stagione 1978-1979 con la maglia dell'EV Füssen, squadra della sua città natale. Ha poi vestito anche le maglie di Düsseldorfer EG, Berliner SC (in seconda serie), Eintracht Frankfurt, oggi Frankfurt Lions, e EC Kassel (in seconda serie), oggi Kassel Huskies.
Con la maglia della Germania Ovest ha disputato tre edizioni dei mondiali (1979, 1981 e 1982) ed una dei giochi olimpici invernali (Lake Placid 1980).

### Dirigente e allenatore
Dopo il ritiro, avvenuto nel 1993, è rimasto ai Kassel Huskies con ruoli dirigenziali (1994-1998).
Nella stagione 1998-1999 ha ricoperto il ruolo di assistente allenatore dei Kölner Haie, per passare poi nella stagione successiva alla sua prima esperienza da capo allenatore con la seconda squadra degli Eisbären Berlin, militante in terza serie. Nel 2000 è poi passato alla guida della prima squadra per una stagione e mezzo, prima di venire sostituito da Pierre Pagé.
Nel 2002-2003 è approdato ai Moskitos Essen, che ha allenato per una stagione portandoli dalla quarta alla terza serie. Rimase ad Essen anche nelle due stagioni successive, ma da dirigente. Fu poi allenatore e dirigente nuovamente dei Kassel Huskies ed allenatore del Kaufbeuren e dei Füchse Duisburg, prima di essere chiamato a sostituire Henry Thom sulla panchina dell'Hockey Club Gherdëina nel dicembre 2015
Venne confermato per la stagione successiva, la prima in Alps Hockey League, ma fu esonerato dopo poche giornate a causa degli scarsi risultati, venendo sostituito da Patrice Lefebvre.
Nel corso di quella stessa stagione entrò nello staff dei Füchse Duisburg, nella terza serie tedesca; rimase nella stessa serie, ma alla guida dell'ECC Preussen Berlin, anche nella stagione 2018-2019, prima di fare ritorno a Duisburg per il 2019-2020.
Dall'estate del 2020 guida i Liege Bulldogs nella BeNeLiga.